# 3e étape du Tour de France 2017
Pour un article plus général, voir Tour de France 2017.
La 3e étape du Tour de France 2017 se déroule le lundi 3 juillet 2017 entre Verviers, en Belgique, et Longwy, en France, sur une distance de 212,5 kilomètres.

## Parcours
Les coureurs circulent à travers trois pays, la Belgique, le Luxembourg et la France. Cinq côtes s'érigent sur le parcours. La dernière, la Côte des Religieuse, à Longwy, jugera l'arrivée. Le sprint intermédiaire est situé à Wincrange, au Luxembourg. Le ravitaillement est lui placé quelques kilomètres plus loin, à Derenbach. Cette étape a la particularité d'emprunter le circuit de Spa-Francorchamps.

## Déroulement de la course
Le soleil brille au-dessus des coureurs.Il faut quelques kilomètres pour laisser partir l'échappée. Après plusieurs tentatives, au kilomètre 3, quatre coureurs prennent une vingtaine de secondes sur le peloton : l'Australien Adam Hansen (Lotto-Soudal), l'Allemand Nils Politt (Katusha-Alpecin), les Français Romain Hardy (Fortuneo) et Romain Sicard (Direct Energie). Ce dernier peine à suivre, mais est repris par les rescapés d'une contre-attaque partie trois kilomètres après et composée de l'Américain Nathan Brown (Cannondale-Drapac) et du Belge Frederik Backaert (Wanty-Groupe Gobert). Au onzième kilomètre, la jonction s'opère. Les six échappés comptent rapidement deux minutes d'avance sur le peloton.

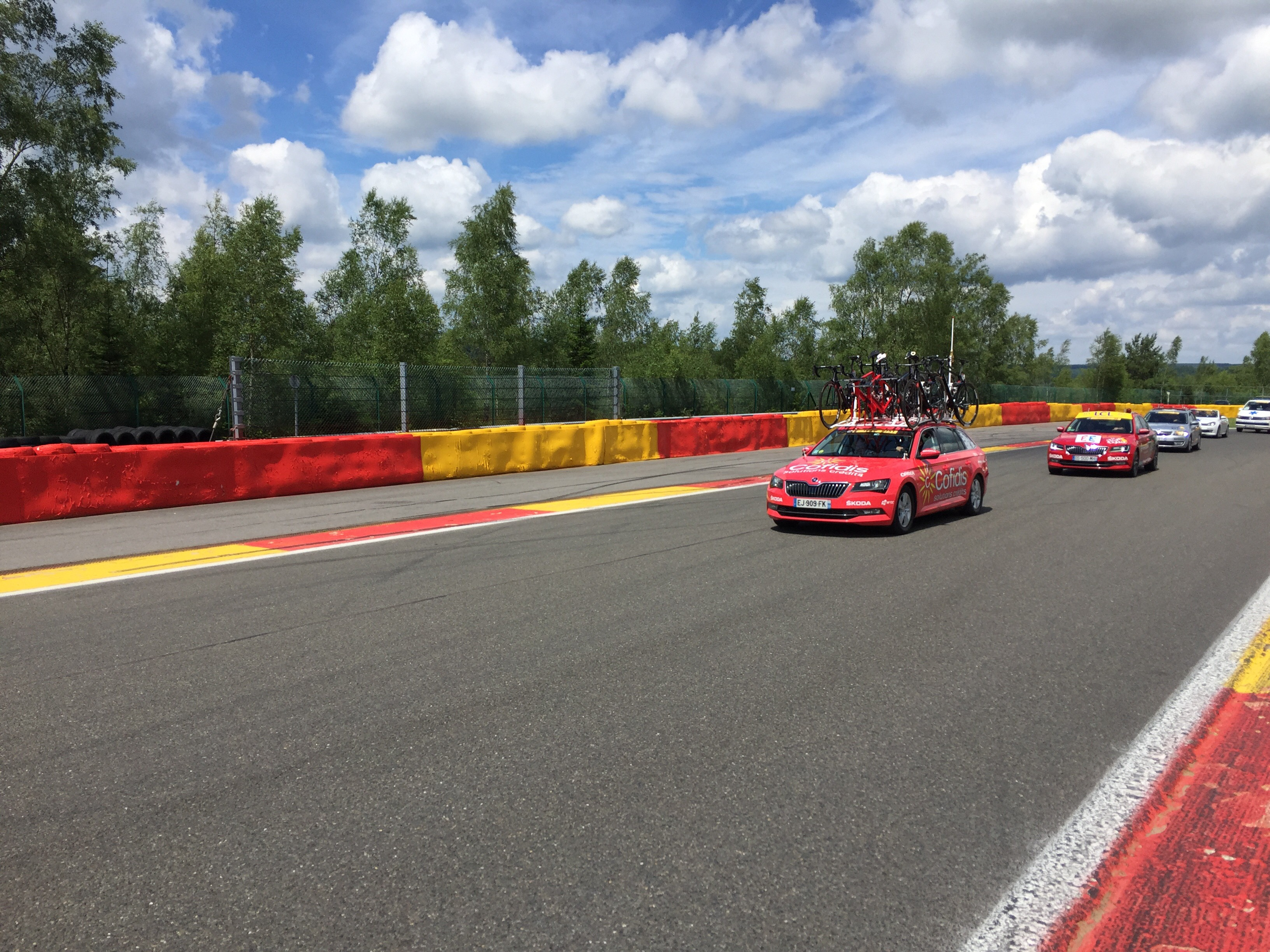
Un véhicule d'assistance sur le circuit de Spa-Francorchamps

Les points pour les grands prix de la montagne sont très disputés. La Canondale Drapac souhaite garder le maillot à pois. Ainsi Nathan Brown passe en tête de la côte de Sart au kilomètre 18. Les 80 kilomètres suivants sont assez calmes mais le second grand prix de la montagne va animer les échappés. Frederik Bakeart lance le sprint mais est devancé par Nils Politt et Nathan Brown. Ces deux derniers poursuivent leur effort après la côte de Wiltz à 107 km de l'arrivée. La côte d'Eschdorf est à 92 km de l'arrivée. À deux kilomètres du sommet, Nathan Brown lâche Nils Politt pour prendre la tête du classement de la montagne. Il passe avec 45 secondes d'avance sur les 4 poursuivants et 4 minutes sur le peloton. Ils se relèvent pour attendre leurs quatre compagnons d'échappée. La jonction s'effectue à 90 km du but avec deux minutes et demie d'avance sur le peloton.
À 70 km de l'arrivée, l'écart passe sous la minute entre les animateurs de l'étape et le peloton. À 60 km de l'arrivée, trois coureurs sortent du peloton : le Belge Thomas De Gendt (Lotto-Soudal), les Français Pierre-Luc Périchon (Fortuneo) et Lilian Calmejane (Direct-Energie). Après 3 km de chasse, l'échappée est désormais composée de neug coureurs avec 45 secondes d'avance sur le peloton. Les nouveaux échappé amènent du sang neuf à l'échappée, mais l'entente n'est pas parfaite et les hommes fatigués peinent à suivre. Ainsi, à 47 km de l'arrivée, et avec une minute et demie d'avance sur le peloton, les trois derniers arrivés dans l'échappée distancent leurs partenaires. Seul Romain Hardy (TFO) revient. À 22 km de l'arrivée, Lilian Calmejane, plus fort que les autres, part seul vers l'arrivée mais ne compte qu'une minute d'avance sur la majorité des coureurs. Tous les autres échappés du jour sont repris entre 45 et 15km de l'arrivée. Lilian Calmejane passe en tête de la côte de Villers-la-Montagne avec 30 secondes d'avance sur le peloton, mais est repris sous l'arche des 10 km.
La bosse finale est abordée avec un peloton presque au complet. À 800 m de l'arrivée, peu d'attaques sont intervenues et aucune d'entre elles n'est décisive. Richie Porte sprinte tôt et oblige les favoris au classement général à faire un effort. Finalement Peter Sagan s'impose, il avait pourtant déchaussé dans les derniers hectomètres. Michael Matthews et Daniel Martin complètent le podium devant Greg Van Avermaet. Ces quatre coureurs prennent deux secondes à leurs premiers poursuivants.

## Résultats

### Classement de l'étape
| \| Classement de l'étape \| Classement de l'étape \| Classement de l'étape \| Classement de l'étape \| Classement de l'étape \| \| Coureur \| Coureur \| Pays \| Équipe \| Temps \| \| --------------------- \| --------------------- \| --------------------- \| --------------------- \| --------------------- \| \| 1er \| Peter Sagan \| Slovaquie \| Bora-Hansgrohe \| 5 h 07 min 19 s \| \| 2e \| Michael Matthews \| Australie \| Team Sunweb \| + 0 s \| \| 3e \| Dan Martin \| Irlande \| Quick-Step Floors \| + 0 s \| \| 4e \| Greg Van Avermaet \| Belgique \| BMC Racing Team \| + 0 s \| \| 5e \| Alberto Bettiol \| Italie \| Cannondale-Drapac \| + 2 s \| \| 6e \| Arnaud Démare \| France \| FDJ \| + 2 s \| \| 7e \| Jakob Fuglsang \| Danemark \| Astana \| + 2 s \| \| 8e \| Geraint Thomas \| Royaume-Uni \| Team Sky \| + 2 s \| \| 9e \| Christopher Froome \| Royaume-Uni \| Team Sky \| + 2 s \| \| 10e \| Rafał Majka \| Pologne \| Bora-Hansgrohe \| + 2 s \| |                    |             |                   |                 |
| |                    |             |                   |                 |
| Sources : ProCyclingStats Cycling Archives |                    |             |                   |                 |
| Classement de l'étape |                    |             |                   |                 |
| Coureur | Coureur            | Pays        | Équipe            | Temps           |
| 1er | Peter Sagan        | Slovaquie   | Bora-Hansgrohe    | 5 h 07 min 19 s |
| 2e | Michael Matthews   | Australie   | Team Sunweb       | + 0 s           |
| 3e | Dan Martin         | Irlande     | Quick-Step Floors | + 0 s           |
| 4e | Greg Van Avermaet  | Belgique    | BMC Racing Team   | + 0 s           |
| 5e | Alberto Bettiol    | Italie      | Cannondale-Drapac | + 2 s           |
| 6e | Arnaud Démare      | France      | FDJ               | + 2 s           |
| 7e | Jakob Fuglsang     | Danemark    | Astana            | + 2 s           |
| 8e | Geraint Thomas     | Royaume-Uni | Team Sky          | + 2 s           |
| 9e | Christopher Froome | Royaume-Uni | Team Sky          | + 2 s           |
| 10e | Rafał Majka        | Pologne     | Bora-Hansgrohe    | + 2 s           |

### Points attribués
| Sprint intermédiaire - Wincrange (km 89) | Sprint intermédiaire - Wincrange (km 89) | Sprint intermédiaire - Wincrange (km 89) | Sprint intermédiaire - Wincrange (km 89) | Sprint intermédiaire - Wincrange (km 89) |
| ---------------------------------------- | ---------------------------------------- | ---------------------------------------- | ---------------------------------------- | ---------------------------------------- |
|                                          | Coureur                                  | Pays                                     | Équipe                                   | Point(s)                                 |
| 1er                                      | Nils Politt                              | Allemagne                                | Katusha-Alpecin                          | 20                                       |
| 2e                                       | Frederik Backaert                        | Belgique                                 | Wanty-Groupe Gobert                      | 17                                       |
| 3e                                       | Romain Sicard                            | France                                   | Direct Énergie                           | 15                                       |
| 4e                                       | Adam Hansen                              | Australie                                | Lotto-Soudal                             | 13                                       |
| 5e                                       | Romain Hardy                             | France                                   | Fortuneo-Oscaro                          | 11                                       |
| 6e                                       | Nathan Brown                             | États-Unis                               | Cannondale-Drapac                        | 10                                       |
| 7e                                       | Mark Cavendish                           | Royaume-Uni                              | Dimension Data                           | 9                                        |
| 8e                                       | Sonny Colbrelli                          | Italie                                   | Bahrain-Merida                           | 8                                        |
| 9e                                       | Ben Swift                                | Royaume-Uni                              | UAE Emirates                             | 7                                        |
| 10e                                      | Peter Sagan                              | Slovaquie                                | Bora-Hansgrohe                           | 6                                        |
| 11e                                      | André Greipel                            | Allemagne                                | Lotto-Soudal                             | 5                                        |
| 12e                                      | Arnaud Démare                            | France                                   | FDJ                                      | 4                                        |
| 13e                                      | Marcel Kittel                            | Allemagne                                | Quick-Step Floors                        | 3                                        |
| 14e                                      | Michael Matthews                         | Australie                                | Sunweb                                   | 2                                        |
| 15e                                      | Rüdiger Selig                            | Allemagne                                | Bora-Hansgrohe                           | 1                                        |
| modifier                                 |                                          |                                          |                                          |                                          |

| Arrivée d'étape - Longwy (km 212,5) | Arrivée d'étape - Longwy (km 212,5) | Arrivée d'étape - Longwy (km 212,5) | Arrivée d'étape - Longwy (km 212,5) | Arrivée d'étape - Longwy (km 212,5) |
| ----------------------------------- | ----------------------------------- | ----------------------------------- | ----------------------------------- | ----------------------------------- |
|                                     | Coureur                             | Pays                                | Équipe                              | Point(s)                            |
| 1er                                 | Peter Sagan                         | Slovaquie                           | Bora-Hansgrohe                      | 30                                  |
| 2e                                  | Michael Matthews                    | Australie                           | Sunweb                              | 25                                  |
| 3e                                  | Daniel Martin                       | Irlande                             | Quick-Step Floors                   | 22                                  |
| 4e                                  | Greg Van Avermaet                   | Belgique                            | BMC Racing                          | 19                                  |
| 5e                                  | Alberto Bettiol                     | Italie                              | Cannondale-Drapac                   | 17                                  |
| 6e                                  | Arnaud Démare                       | France                              | FDJ                                 | 15                                  |
| 7e                                  | Jakob Fuglsang                      | Danemark                            | Astana                              | 13                                  |
| 8e                                  | Geraint Thomas                      | Royaume-Uni                         | Sky                                 | 11                                  |
| 9e                                  | Christopher Froome                  | Royaume-Uni                         | Sky                                 | 9                                   |
| 10e                                 | Rafał Majka                         | Pologne                             | Bora-Hansgrohe                      | 7                                   |
| 11e                                 | Nairo Quintana                      | Colombie                            | Movistar                            | 6                                   |
| 12e                                 | Romain Bardet                       | France                              | AG2R La Mondiale                    | 5                                   |
| 13e                                 | Tim Wellens                         | Belgique                            | Lotto-Soudal                        | 4                                   |
| 14e                                 | Richie Porte                        | Australie                           | BMC Racing                          | 3                                   |
| 15e                                 | Tiesj Benoot                        | Belgique                            | Lotto-Soudal                        | 2                                   |
| modifier                            |                                     |                                     |                                     |                                     |

|   | Coureur          | Pays      | Équipe            | Secondes |
| - | ---------------- | --------- | ----------------- | -------- |
| 1 | Peter Sagan      | Slovaquie | Bora-Hansgrohe    | 10 s     |
| 2 | Michael Matthews | Australie | Sunweb            | 6 s      |
| 3 | Daniel Martin    | Irlande   | Quick-Step Floors | 4 s      |

### Cols et côtes
| Côte de Sart (km 18) - 4e catégorie (1,4 km à 4,5%) | Côte de Sart (km 18) - 4e catégorie (1,4 km à 4,5%) | Côte de Sart (km 18) - 4e catégorie (1,4 km à 4,5%) | Côte de Sart (km 18) - 4e catégorie (1,4 km à 4,5%) | Côte de Sart (km 18) - 4e catégorie (1,4 km à 4,5%) |
| --------------------------------------------------- | --------------------------------------------------- | --------------------------------------------------- | --------------------------------------------------- | --------------------------------------------------- |
|                                                     | Coureur                                             | Pays                                                | Équipe                                              | Point(s)                                            |
| 1er                                                 | Nathan Brown                                        | États-Unis                                          | Cannondale-Drapac                                   | 1                                                   |
| modifier                                            |                                                     |                                                     |                                                     |                                                     |

| Côte de Wiltz (km 105,5) - 4e catégorie (3,1 km à 4,8%) | Côte de Wiltz (km 105,5) - 4e catégorie (3,1 km à 4,8%) | Côte de Wiltz (km 105,5) - 4e catégorie (3,1 km à 4,8%) | Côte de Wiltz (km 105,5) - 4e catégorie (3,1 km à 4,8%) | Côte de Wiltz (km 105,5) - 4e catégorie (3,1 km à 4,8%) |
| ------------------------------------------------------- | ------------------------------------------------------- | ------------------------------------------------------- | ------------------------------------------------------- | ------------------------------------------------------- |
|                                                         | Coureur                                                 | Pays                                                    | Équipe                                                  | Point(s)                                                |
| 1er                                                     | Nils Politt                                             | Allemagne                                               | Katusha-Alpecin                                         | 1                                                       |
| modifier                                                |                                                         |                                                         |                                                         |                                                         |

| Côte d'Eschdorf (km 120,5) - 3e catégorie (2,3 km à 9,3%) | Côte d'Eschdorf (km 120,5) - 3e catégorie (2,3 km à 9,3%) | Côte d'Eschdorf (km 120,5) - 3e catégorie (2,3 km à 9,3%) | Côte d'Eschdorf (km 120,5) - 3e catégorie (2,3 km à 9,3%) | Côte d'Eschdorf (km 120,5) - 3e catégorie (2,3 km à 9,3%) |
| --------------------------------------------------------- | --------------------------------------------------------- | --------------------------------------------------------- | --------------------------------------------------------- | --------------------------------------------------------- |
|                                                           | Coureur                                                   | Pays                                                      | Équipe                                                    | Point(s)                                                  |
| 1er                                                       | Nathan Brown                                              | États-Unis                                                | Cannondale-Drapac                                         | 2                                                         |
| 2e                                                        | Nils Politt                                               | Allemagne                                                 | Katusha-Alpecin                                           | 1                                                         |
| modifier                                                  |                                                           |                                                           |                                                           |                                                           |

| Côte de Villers-la-Montagne (km 197) - 4e catégorie (1,1 km à 5,2%) | Côte de Villers-la-Montagne (km 197) - 4e catégorie (1,1 km à 5,2%) | Côte de Villers-la-Montagne (km 197) - 4e catégorie (1,1 km à 5,2%) | Côte de Villers-la-Montagne (km 197) - 4e catégorie (1,1 km à 5,2%) | Côte de Villers-la-Montagne (km 197) - 4e catégorie (1,1 km à 5,2%) |
| ------------------------------------------------------------------- | ------------------------------------------------------------------- | ------------------------------------------------------------------- | ------------------------------------------------------------------- | ------------------------------------------------------------------- |
|                                                                     | Coureur                                                             | Pays                                                                | Équipe                                                              | Point(s)                                                            |
| 1er                                                                 | Lilian Calmejane                                                    | France                                                              | Direct Énergie                                                      | 1                                                                   |
| modifier                                                            |                                                                     |                                                                     |                                                                     |                                                                     |

| \| Longwy - Côte des Religieuses (km 212,5) - 3e catégorie (1,6 km à 5,8%) \| Longwy - Côte des Religieuses (km 212,5) - 3e catégorie (1,6 km à 5,8%) \| Longwy - Côte des Religieuses (km 212,5) - 3e catégorie (1,6 km à 5,8%) \| Longwy - Côte des Religieuses (km 212,5) - 3e catégorie (1,6 km à 5,8%) \| Longwy - Côte des Religieuses (km 212,5) - 3e catégorie (1,6 km à 5,8%) \| \| ----------------------------------------------------------------------- \| ----------------------------------------------------------------------- \| ----------------------------------------------------------------------- \| ----------------------------------------------------------------------- \| ----------------------------------------------------------------------- \| \| \| Coureur \| Pays \| Équipe \| Point(s) \| \| 1er \| Peter Sagan \| Slovaquie \| Bora-Hansgrohe \| 2 \| \| 2e \| Michael Matthews \| Australie \| Sunweb \| 1 \| \| modifier \| \| \| \| \| |                  |           |                |          |
| Longwy - Côte des Religieuses (km 212,5) - 3e catégorie (1,6 km à 5,8%) |                  |           |                |          |
| | Coureur          | Pays      | Équipe         | Point(s) |
| 1er | Peter Sagan      | Slovaquie | Bora-Hansgrohe | 2        |
| 2e | Michael Matthews | Australie | Sunweb         | 1        |
| modifier |                  |           |                |          |

## Classements à l'issue de l'étape

### Classement général
| \| Classement général \| Classement général \| Classement général \| Classement général \| Classement général \| \| Coureur \| Coureur \| Pays \| Équipe \| Temps \| \| ------------------ \| -------------------- \| ------------------ \| ------------------ \| ------------------ \| \| 1er \| Geraint Thomas \| Royaume-Uni \| Team Sky \| 10 h 00 min 31 s \| \| 2e \| Christopher Froome \| Royaume-Uni \| Team Sky \| + 12 s \| \| 3e \| Michael Matthews \| Australie \| Team Sunweb \| + 12 s \| \| 4e \| Peter Sagan \| Slovaquie \| Bora-Hansgrohe \| + 13 s \| \| 5e \| Edvald Boasson Hagen \| Norvège \| Dimension Data \| + 16 s \| \| 6e \| Pierre Latour \| France \| AG2R La Mondiale \| + 25 s \| \| 7e \| Philippe Gilbert \| Belgique \| Quick-Step Floors \| + 30 s \| \| 8e \| Michał Kwiatkowski \| Pologne \| Team Sky \| + 32 s \| \| 9e \| Tim Wellens \| Belgique \| Lotto-Soudal \| + 32 s \| \| 10e \| Nikias Arndt \| Allemagne \| Team Sunweb \| + 34 s \| |                      |             |                   |                  |
| |                      |             |                   |                  |
| Sources : ProCyclingStats Cycling Archives |                      |             |                   |                  |
| Classement général |                      |             |                   |                  |
| Coureur | Coureur              | Pays        | Équipe            | Temps            |
| 1er | Geraint Thomas       | Royaume-Uni | Team Sky          | 10 h 00 min 31 s |
| 2e | Christopher Froome   | Royaume-Uni | Team Sky          | + 12 s           |
| 3e | Michael Matthews     | Australie   | Team Sunweb       | + 12 s           |
| 4e | Peter Sagan          | Slovaquie   | Bora-Hansgrohe    | + 13 s           |
| 5e | Edvald Boasson Hagen | Norvège     | Dimension Data    | + 16 s           |
| 6e | Pierre Latour        | France      | AG2R La Mondiale  | + 25 s           |
| 7e | Philippe Gilbert     | Belgique    | Quick-Step Floors | + 30 s           |
| 8e | Michał Kwiatkowski   | Pologne     | Team Sky          | + 32 s           |
| 9e | Tim Wellens          | Belgique    | Lotto-Soudal      | + 32 s           |
| 10e | Nikias Arndt         | Allemagne   | Team Sunweb       | + 34 s           |

### Classement par points
| Classement par points | Classement par points | Classement par points | Classement par points | Classement par points |
| Coureur               | Coureur               | Pays                  | Équipe                | Points                |
| --------------------- | --------------------- | --------------------- | --------------------- | --------------------- |
| 1er                   | Marcel Kittel         | Allemagne             | Quick-Step Floors     | 66 pts                |
| 2e                    | Arnaud Démare         | France                | FDJ                   | 57 pts                |
| 3e                    | Peter Sagan           | Slovaquie             | Bora-Hansgrohe        | 50 pts                |
| 4e                    | Michael Matthews      | Australie             | Team Sunweb           | 44 pts                |
| 5e                    | Sonny Colbrelli       | Italie                | Bahrain-Merida        | 32 pts                |
| 6e                    | Geraint Thomas        | Royaume-Uni           | Team Sky              | 31 pts                |
| 7e                    | Mark Cavendish        | Royaume-Uni           | Dimension Data        | 31 pts                |
| 8e                    | André Greipel         | Allemagne             | Lotto-Soudal          | 30 pts                |
| 9e                    | Dan Martin            | Irlande               | Quick-Step Floors     | 22 pts                |
| 10e                   | Ben Swift             | Royaume-Uni           | UAE Team Emirates     | 22 pts                |

### Classement du meilleur jeune
| Classement général du meilleur jeune | Classement général du meilleur jeune | Classement général du meilleur jeune | Classement général du meilleur jeune | Classement général du meilleur jeune |
|                                      | Coureur                              | Pays                                 | Équipe                               | Temps                                |
| ------------------------------------ | ------------------------------------ | ------------------------------------ | ------------------------------------ | ------------------------------------ |
| 1er                                  | Pierre Latour                        | France                               | AG2R La Mondiale                     | en 10 h 0 min 56 s                   |
| 2e                                   | Alexey Lutsenko                      | Kazakhstan                           | Astana                               | + 12 s                               |
| 3e                                   | Stefan Küng                          | Suisse                               | BMC Racing                           | + 13 s                               |
| 4e                                   | Emanuel Buchmann                     | Allemagne                            | Bora-Hansgrohe                       | + 15 s                               |
| 5e                                   | Simon Yates                          | Royaume-Uni                          | Orica-Scott                          | + 20 s                               |
| 6e                                   | Alberto Bettiol                      | Italie                               | Cannondale-Drapac                    | + 27 s                               |
| 7e                                   | Louis Meintjes                       | Afrique du Sud                       | UAE Team Emirates                    | + 47 s                               |
| 8e                                   | Tiesj Benoot                         | Belgique                             | Lotto-Soudal                         | + 50 s                               |
| 9e                                   | Guillaume Martin                     | France                               | Wanty-Groupe Gobert                  | + 1 min 17 s                         |
| 10e                                  | Michael Valgren                      | Danemark                             | Astana                               | + 1 min 33 s                         |
| modifier                             |                                      |                                      |                                      |                                      |

### Classement du meilleur grimpeur
| Classement du meilleur grimpeur | Classement du meilleur grimpeur | Classement du meilleur grimpeur | Classement du meilleur grimpeur | Classement du meilleur grimpeur |
| ------------------------------- | ------------------------------- | ------------------------------- | ------------------------------- | ------------------------------- |
|                                 | Coureur                         | Pays                            | Équipe                          | Point(s)                        |
| 1er                             | Nathan Brown                    | États-Unis                      | Cannondale-Drapac               | 3 points                        |
| 2e                              | Peter Sagan                     | Slovaquie                       | Bora-Hansgrohe                  | 2 pts                           |
| 3e                              | Taylor Phinney                  | États-Unis                      | Cannondale-Drapac               | 2 pts                           |
| 4e                              | Nils Politt                     | Allemagne                       | Katusha-Alpecin                 | 2 pts                           |
| 5e                              | Lilian Calmejane                | France                          | Direct Énergie                  | 1 pt                            |
| 6e                              | Michael Matthews                | Australie                       | Sunweb                          | 1 pt                            |
| modifier                        |                                 |                                 |                                 |                                 |

### Classement par équipes
| Classement par équipes | Classement par équipes | Classement par équipes | Classement par équipes |
|                        | Équipe                 | Pays                   | Temps                  |
| ---------------------- | ---------------------- | ---------------------- | ---------------------- |
| 1re                    | Sky                    | Royaume-Uni            | en 30 h 1 min 52 s     |
| 2e                     | Quick-Step Floors      | Belgique               | + 1 min 2 s            |
| 3e                     | Movistar               | Espagne                | + 1 min 16 s           |
| 4e                     | Bora-Hansgrohe         | Allemagne              | + 1 min 17 s           |
| 5e                     | Sunweb                 | Allemagne              | + 1 min 27 s           |
| 6e                     | Astana                 | Kazakhstan             | + 1 min 27 s           |
| 7e                     | Orica-Scott            | Australie              | + 1 min 27 s           |
| 8e                     | BMC Racing             | États-Unis             | + 1 min 28 s           |
| 9e                     | Cannondale-Drapac      | États-Unis             | + 1 min 39 s           |
| 10e                    | AG2R La Mondiale       | France                 | + 2 min 7 s            |
| modifier               |                        |                        |                        |

### Écarts entre les favoris
| Classement des favoris | Classement des favoris | Classement des favoris | Classement des favoris | Classement des favoris |
|                        | Coureur                | Pays                   | Équipe                 | Temps                  |
| ---------------------- | ---------------------- | ---------------------- | ---------------------- | ---------------------- |
| 1er                    | Christopher Froome     | Royaume-Uni            | Sky                    | en 10 h 0 min 43 s     |
| 2e                     | Daniel Martin          | Irlande                | Quick-Step Floors      | + 31 s                 |
| 3e                     | Simon Yates            | Royaume-Uni            | Orica-Scott            | + 33 s                 |
| 4e                     | Richie Porte           | Australie              | BMC Racing             | + 35 s                 |
| 5e                     | Nairo Quintana         | Colombie               | Movistar               | + 36 s                 |
| 6e                     | Romain Bardet          | France                 | AG2R La Mondiale       | + 39 s                 |
| 7e                     | Fabio Aru              | Italie                 | Astana                 | + 40 s                 |
| 8e                     | Alberto Contador       | Espagne                | Trek-Segafredo         | + 42 s                 |
| 9e                     | Jakob Fuglsang         | Danemark               | Astana                 | + 42 s                 |
| 10e                    | Louis Meintjes         | Afrique du Sud         | UAE Emirates           | + 1 min 0 s            |
| 11e                    | Esteban Chaves         | Colombie               | Orica-Scott            | + 1 min 1 s            |
| modifier               |                        |                        |                        |                        |